# Rășinari

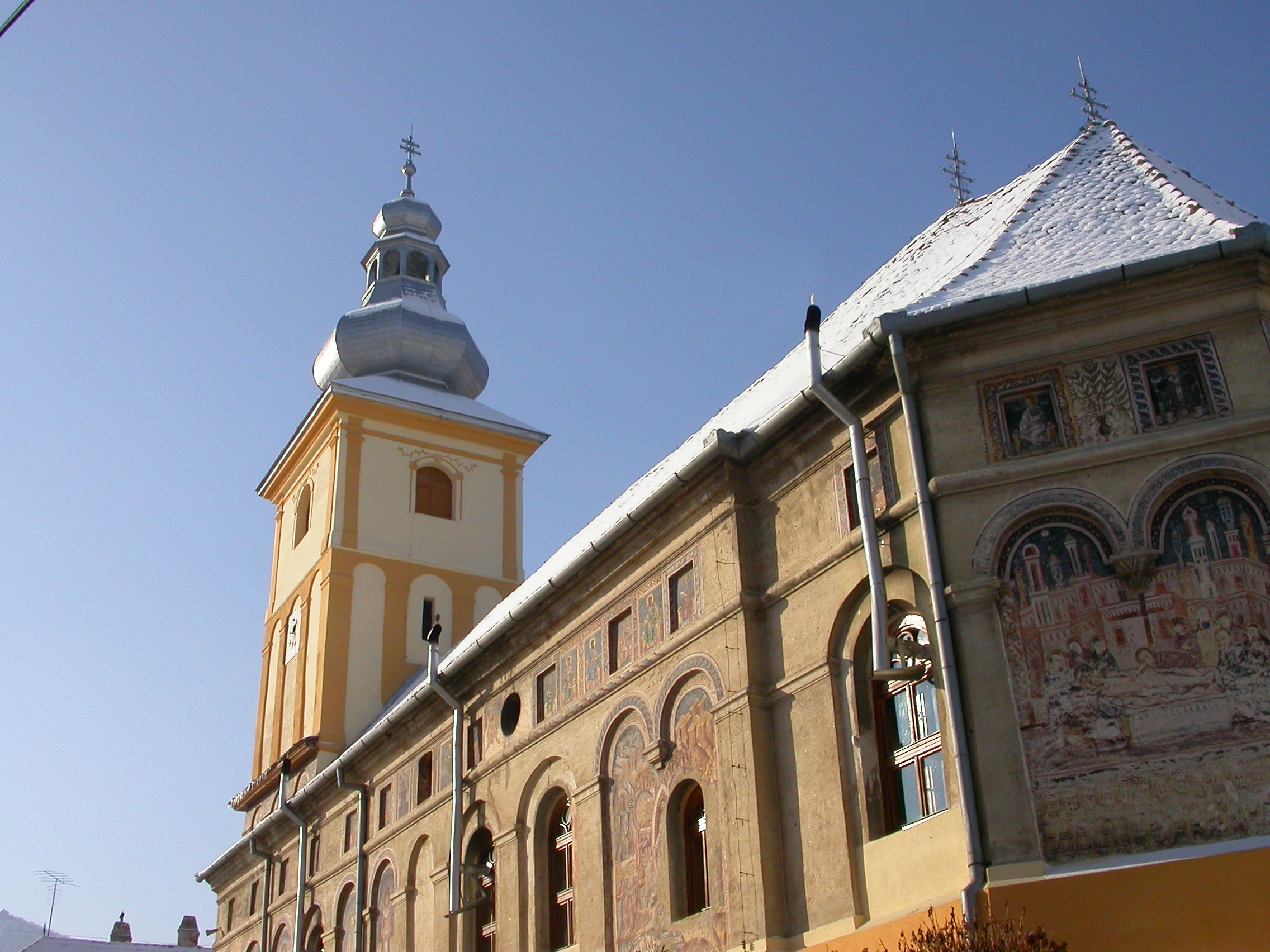
Iglesia ortodoxa de la Santísima Trinidad.

Rășinari es una comuna en Sibiu Condado, Transylvania, Rumanía. Rășinari tiene una población de 5280 habitantes (2011).
Hasta que 2012, Rășinari estuvo conectado a Sibiu por un aproximadamente tranvía de 8 km línea a través del bosque de Dumbrava, pero el servicio regular acabado en 2011 y desde entonces 2013 mucho de la línea desde entonces ha sido desmantelada.

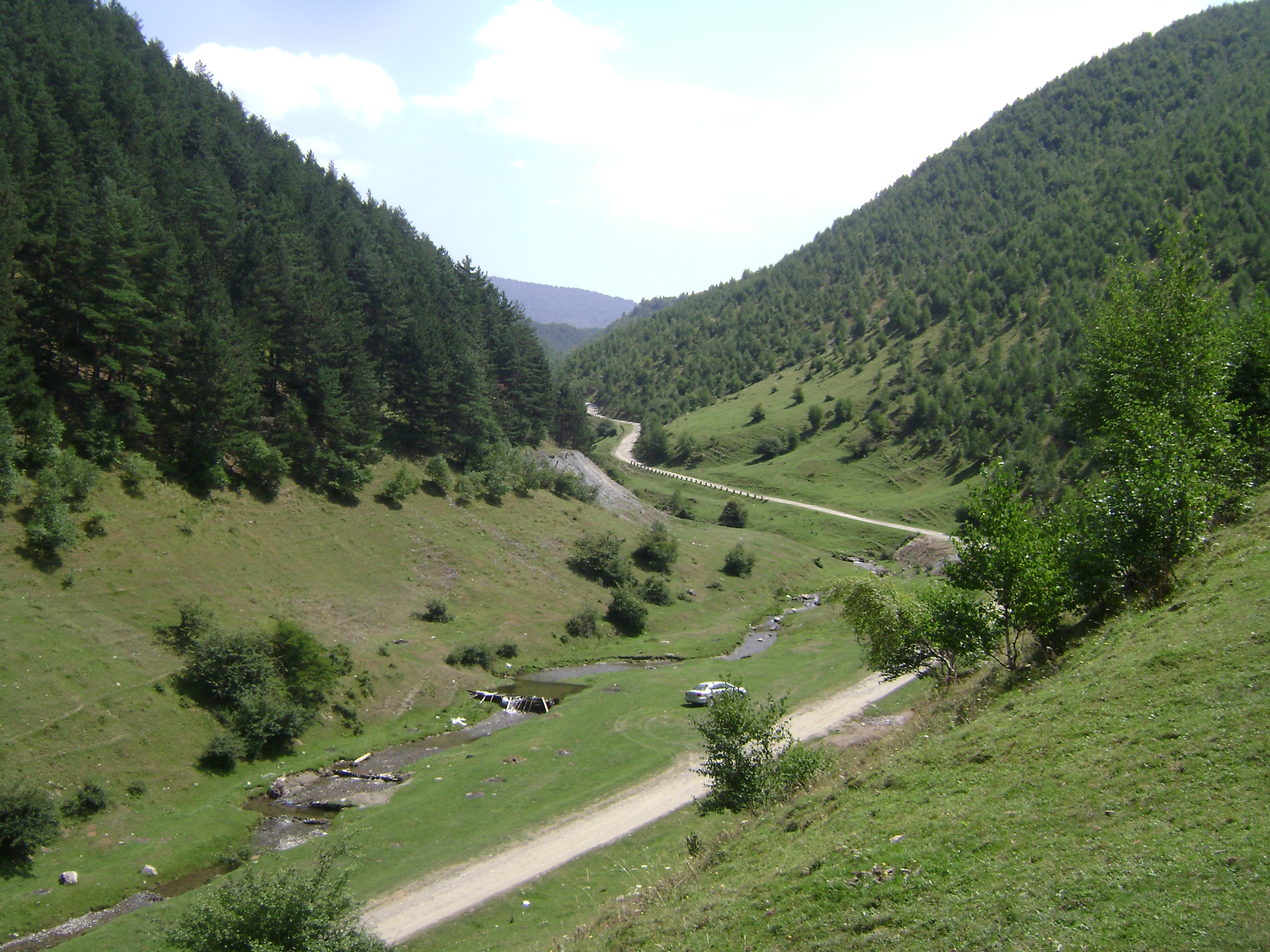
Sebeșel Valle, Rășinari.

## Vistas
- Monumento Andrei Șaguna
- Iglesia de Santa Parascheva
- Octavian Goga (casa conmemorativa)
- Las ruinas de la fortaleza medieval de Cetățuia
- Museo etnográfico
- Museo Ward (instalado en la anterior residencia de los obispos)

## Personas
- Emil Cioran
- Octavian Goga